# ファースター 怒りの銃弾
『ファースター 怒りの銃弾』（原題: Faster）は、2010年にアメリカで公開されたアクション映画。

## ストーリー
ある男（ドライバー）が刑務所から出所した。ドライバーは用意してあった車に乗り込むと、ある男の元へと向かい、その男を射殺した。
この事件を担当することになったベテラン刑事（コップ）は、女刑事シセロと共にドライバーの行方を追う。そして捜査していく内に、10年前銀行強盗を行ったドライバーが何者かに襲撃され、目の前で兄を殺害されていたことを知る。彼は今、その復讐を行おうとしていたのだ。
一方、ドライバーの復讐相手は、彼を止めるために殺し屋（キラー）を雇う。だが、キラーはドライバーを追い詰めるも、あと一歩のところで仕留めることができなかった。復讐を完遂しようとするドライバー、法の下にドライバーを追うコップ、ドライバーと決着をつけようとするキラー。それぞれの思惑が交差していく。

## キャスト
※括弧内は日本語吹替
- ドライバー - ドウェイン・ジョンソン（楠大典）： 刑務所から出所した男。兄を殺害されたことから復讐を開始する。
- コップ - ビリー・ボブ・ソーントン（原康義）
- キラー - オリヴァー・ジャクソン＝コーエン（小松史法）： 殺し屋。
- シセロ - カーラ・グギノ（田中敦子）： コップの相棒の女刑事。
- リリー - マギー・グレイス（坂井恭子）： キラーの恋人。
- マリーナ - ムーン・ブラッドグッド： コップの別居中の妻。
- 福音伝道師 - アドウェール・アキノエ＝アグバエ： ドライバーの四人目の標的。
- バフォメット - レスター・スパイト（英語版）： ドライバーの三人目の標的。
- 老人 - ジョン・チリリアーノ： ドライバーの二人目の標的。
- 通信販売員 - コートニー・ゲインズ： ドライバーの最初の標的。
- ロイ・グロン - マイク・エップス： ドライバーが雇った探偵。
- マロリー主任 - ザンダー・バークレイ： コップとシセロの上司。
- 刑務所長 - トム・ベレンジャー（玉野井直樹）
- ドライバーの兄 - マット・ジェラルド（英語版）
- ナン・ポーターマン - ジェニファー・カーペンター： ドライバーの元恋人。

その他、吹き替え声優：乃村健次、白熊寛嗣、藤生聖子、遠藤大智、行成とあ、居谷四郎、合田絵利、逢笠恵祐、佳月大人、鈴森勘司
日本語版制作スタッフ：安江誠（演出）、五十嵐江（翻訳）、グロービジョン（制作）